# József Szabó (football, 1940)
Pour les articles homonymes, voir Szabó et József Szabó.
József Szabó (en ukrainien : Йожеф Йожефович Сабо), né le 29 février 1940 à Oujhorod en Royaume de Hongrie, est un footballeur international soviétique évoluant au poste de milieu de terrain, devenu par la suite entraîneur ukrainien de football.

## Carrière
Szabó réalise la majeure partie de sa carrière au Dynamo Kiev, où il évolue comme milieu de terrain de 1959 à 1969. Nommé dans la liste des 33 meilleurs joueurs du championnat soviétique à cinq reprises (et élu meilleur joueur à son poste en 1965 et 1966), il y remporte quatre titres de champion d'Union soviétique et deux coupes. Lorsqu'il prend sa retraite sportive en 1972, Szabó compte 315 matchs de championnat soviétique, au cours desquels il a inscrit 49 buts.
Ses performances lui valent d'être sélectionné à 40 reprises en équipe nationale (de 1965 à 1972) et y marque huit buts. Il dispute notamment les Coupes du monde de 1962 et 1966, que les Soviétiques terminent à la quatrième place. Sélectionné également en équipe olympique pour les Jeux de 1972, il y remporte la médaille de bronze.
Il se reconvertit rapidement comme entraîneur, sans connaître d'abord de succès majeur. En 1993, il devient l'entraîneur du Dynamo Kiev, avec lequel il remporte quatre titres de championnat d'Ukraine consécutifs. Nommé sélectionneur de l'équipe nationale ukrainienne en 1994 puis de 1996 à 1999, il part sur un bilan de 16 victoires et 12 matchs nuls en 34 rencontres. 
En septembre 2007, il fait son retour sur le banc du Dynamo Kiev après le licenciement de Anatoliy Demyanenko, mais prend sa retraite définitive quelques mois plus tard du fait de problèmes de santé.

## Statistiques
| Saison                | Club                  | Championnat           | Championnat | Championnat | Coupe(s) nationale(s) | Coupe(s) nationale(s) | Compétition(s) continentale(s) | Compétition(s) continentale(s) | Compétition(s) continentale(s) | Total | Total |
| Saison                | Club                  | Division              | M.          | B.          | M.                    | B.                    | Comp.                          | M.                             | B.                             | M.    | B.    |
| 1958                  | Spartak Oujgorod      | D2                    | 23          | 8           | 1                     | 0                     | -                              | -                              | -                              | 24    | 8     |
| 1959                  | Spartak Oujgorod      | D2                    | 7           | 2           | -                     | -                     | -                              | -                              | -                              | 7     | 2     |
| Sous-total            | Sous-total            | Sous-total            | 30          | 10          | 1                     | 0                     | -                              | -                              | -                              | 31    | 10    |
| 1959                  | Dynamo Kiev           | D1                    | 12          | 0           | -                     | -                     | -                              | -                              | -                              | 12    | 0     |
| 1960                  | Dynamo Kiev           | D1                    | 24          | 4           | -                     | -                     | -                              | -                              | -                              | 24    | 4     |
| 1961                  | Dynamo Kiev           | D1                    | 27          | 3           | 2                     | 1                     | -                              | -                              | -                              | 29    | 4     |
| 1962                  | Dynamo Kiev           | D1                    | 15          | 4           | 1                     | 0                     | -                              | -                              | -                              | 16    | 4     |
| 1963                  | Dynamo Kiev           | D1                    | 15          | 1           | 2                     | 0                     | -                              | -                              | -                              | 17    | 1     |
| 1964                  | Dynamo Kiev           | D1                    | 32          | 4           | 5                     | 0                     | -                              | -                              | -                              | 37    | 4     |
| 1965                  | Dynamo Kiev           | D1                    | 29          | 9           | 1                     | 0                     | C2                             | 5                              | 0                              | 35    | 9     |
| 1966                  | Dynamo Kiev           | D1                    | 14          | 3           | 3                     | 2                     | C2                             | 1                              | 1                              | 18    | 6     |
| 1967                  | Dynamo Kiev           | D1                    | 21          | 3           | 2                     | 1                     | C1                             | 3                              | 0                              | 26    | 4     |
| 1968                  | Dynamo Kiev           | D1                    | 29          | 6           | 2                     | 2                     | -                              | -                              | -                              | 31    | 8     |
| 1969                  | Dynamo Kiev           | D1                    | 27          | 5           | 3                     | 0                     | C1                             | 3                              | 0                              | 33    | 5     |
| Sous-total            | Sous-total            | Sous-total            | 245         | 42          | 21                    | 6                     | -                              | 12                             | 1                              | 278   | 49    |
| 1970                  | Zaria Vorochilovgrad  | D1                    | 27          | 6           | 2                     | 0                     | -                              | -                              | -                              | 29    | 6     |
| 1971                  | Dynamo Moscou         | D1                    | 21          | 1           | -                     | -                     | C2                             | 3                              | 1                              | 24    | 2     |
| 1972                  | Dynamo Moscou         | D1                    | 23          | 2           | -                     | -                     | C2                             | 4                              | 0                              | 27    | 2     |
| Total sur la carrière | Total sur la carrière | Total sur la carrière | 346         | 61          | 24                    | 6                     | -                              | 18                             | 2                              | 388   | 69    |

## Palmarès
Palmarès de joueur
 Dynamo Kiev
- Champion d'Union soviétique en 1961, 1966, 1967 et 1968.
- Vainqueur de la Coupe d'Union soviétique en 1964 et 1966.

Palmarès d'entraîneur
 Dynamo Kiev
- Champion d'Ukraine en 1994 et 1996.
- Vainqueur de la Coupe d'Ukraine en 1996 et 2005.